# Antonio Morassi
Antonio Morassi (1er octobre 1893 à Goritz - 30 novembre 1976 à Milan, Italie) est un historien de l'art et un photographe italien.

## Biographie
Antonio Morassi naît le 1er octobre 1893 à Gorizia dans le Frioul-Vénétie Julienne. Il suit une formation en art à Vienne.
Il a travaillé dans la surintendance du Frioul-Vénétie Julienne (1920 à 1925), de Trentin (1925 à 1928), de Milan (1928-1939) et de Gênes (1939-1949).
Il meurt le 30 novembre 1976 à Milan en Italie.

## Œuvres
- Guardi, 1993
- Antica oreficeria italiana, 1936
- Catalogo delle cose d'arte e di antichità d'Italia. Brescia,
- (en) G. B. Tiepolo, his life and work, 1955
- Storia della pittura nella Venezia Tridentina, dalle origini alla fine del quattrocento, 1934
- (en) A complete catalogue of the paintings of G.B. Tiepolo, 1962
- (en) Art treasures of the Medici, 1963
- La Certosa di Pavia, 1938